# 中西希 (1991年生のアナウンサー)
中西 希（なかにし のぞみ、1991年9月25日 - ）は、ジョイスタッフ所属の女性フリーアナウンサー、栄養士、気象予報士。埼玉県出身。

## 人物・来歴
昭和女子大学生活科学部健康デザイン学科卒業。身長164cm。
ジョイスタッフに所属して、フリーアナウンサーとして活動中。
株式会社ウェザーマップと業務提携をしている。
愛称は「のんちゃん」。
2017年に気象予報士試験に合格。

## 趣味・特技
街散策、料理、空の観察、ピアノ、早起き
2008年から、「ナナ」（3月4日生まれ）という名前の犬を飼っている。
『Oha!4』を担当してからは21時ごろには起き、スタジオに赴き、翌朝4時開始の番組に備えている。なお朝7時に退社し17時にはベッドに入るという。

## 資格
- 気象予報士
- 栄養士
- アスリートフードマイスター3級
- 普通自動車免許

## 出演番組
太字番組は、2023年6月時点出演中。
- Oha!4 NEWS LIVE（日本テレビ）気象キャスター
  - 2018年4月2日 - 2023年3月31日、月 - 金
  - 2023年4月6日 - 2025年3月28日、木・金
  - 2025年3月31日 -               月・火
- 『千葉県小・中・高校書き初め展　席書大会』（チバテレビ）リポーター
- 『シリーズ上野公園へ行こう』（J:COM台東）リポーター
- 『５じはんLIVE @home』（とちぎテレビ）
- 『おはよう!とちぎの朝』（とちぎテレビ）月 - 水曜キャスター・天気予報
- 『イブニング6Plus』（とちぎテレビ）月 - 水曜キャスター
- 『とちテレニュース』（とちぎテレビ）
- JA FRESH MARKET[4] (FMヨコハマ、 2019年4月6日 - 2021年3月27日)
- Amanekチャンネル ナビゲーター
- TOKYO MX news FLAG（MXテレビ）月・火 - 天気予報